# 우주히피
한국인 또는 우주히피는 대한민국의 싱어송라이터이다. 
2008년 7월 10일 1집 앨범을 발매하였으며, 당시에는 그룹 우주히피로 데뷔하였으나 현재에는 보컬 한국인(본명:한국인) 혼자 활동하고 있다. 
‘우주히피’라는 이름은 한국인이 쓴 ‘우주히피’라는 단편소설(원문을 공개한 적은 없으나 줄거리를 이야기해준 적이 있음)에서 따 왔으며, 미발매곡 ‘우주히피’ 또한 이 소설과 관련 깊다. 현 소속사는 ‘Your Summer(당신의 여름)’이며, 유썸 소속 아티스트로는 김사월, 랄라스윗, 슬릭, 아마도 이자람 밴드, 전기뱀장어, 최낙타, 홍이삭 등이 있다. 
비숑을 닮은 곱슬머리가 트레이드마크이며 이는 자연산이다. 
꾸준히 싱글 앨범을 내고 활동 중으로, 대표 공연으로는 동명의 곡 제목에서 영감을 얻은 ‘우리의 저녁’이라는 단독 공연 시리즈가 있다. 로맨틱펀치의 배인혁과 함께 하는 ‘최악의 커플’ 시리즈도 잊을 만하면 찾아오는 빅재미 공연 중 하나다. 연말 공연으로는 ‘Re-end’가 있다. 
우주히피 인스타그램 계정과 유튜브 채널을 운영 중이며, 유튜브에는 작업실 라이브 영상, 커버 영상, 뮤직비디오, 브이로그, 유튜브 라이브 영상 등을 업로드하고 있다. 10cm 권정열과 소란의 고영배가 진행하는 십란한 밤에 출연해서 유튜브 구독자가 1500명이 넘을 경우 권정열, 고영배에게 반말을 하게 해주겠다는 공약을 건 바 있다. 권정열, 고영배와는 절친한 사이. 권정열, 고영배와 더불어 데이브레이크 이원석, 이지형, 로맨틱펀치의 배인혁과 매우 친하며 스스로를 007아세아라고 부른다. 최근에는 KBS올댓뮤직 돌아온 고영배와 친구들 편에서, 이 이름이 부끄럽다며 새로운 이름을 공모하기도 했지만 여전히 007아세아로 불리고 있다. 유튜브 라이브 방송에서 비요뜨 한 개를 다 못 먹어 팬들(주피터라 불리는)이 충격 받은 일이 있다. 
2020년 11월 20일부터 시작한 엠넷 포커스에 출연한 바 있다. 